# آناما
آناما (به انگلیسی: Anamã) یک شهرداری در ایالت‌ آمازوناس برزیل می‌باشد. این شهرداری دارای ۶٬۸۸۹ نفر جمعیت و مساحت ۲٬۴۵۴ کیلومترمربع می‌باشد.

## لغت‌شناسی
نام این شهرداری به معنای جواهر رودخانه است. در زبان‌های توپیایی-گوارانی ["Ãnn"] به معنای «جواهر یا زمرد» و ["mãa"] به معنای «رودخانه» است.